# Marianne Florman
Marianne Florman (født Marianne Florman Christensen 1. juni 1964 på Frederiksberg) er en tidligere dansk håndboldspiller, studievært, forfatter, stifter af True Lead Academy, coach, foredragsholder og OL-guldvinder.

## Karriere

### Uddannelse
Florman er uddannet bachelor i teknologi- og samfundsvidenskabelig udvikling fra RUC i 1989 og bachelor i pædagogik samme sted i 1995. Hun har desuden læst pædagogisk psykologi ved Danmarks Pædagogiske Universitet og fra 2009 er hun på diplomuddannelsen i journalistik ved Danmarks Journalisthøjskole.

### Håndbold
Hun begyndte sin håndboldkarriere som målvogter i IF Hjorten i 1980, men skiftede i 1987 til 1. divisionsklubben Rødovre Håndboldklub. Hun blev i 1990 udtaget til landsholdet, hvor hun spillede venstre fløj. Højdepunktet for hendes sportslige karriere var 1996, hvor Danmark både vandt guld ved OL i Atlanta og europamesterskabet i december samme år. I 1997 mistede Florman pladsen på landsholdet, men valgte først i 2001 da hun blev gravid med sit første af to børn - at indstille sin håndboldkarriere. I alt nåede hun at spille 110 landskampe, i hvilke hun scorede 170 mål.

### Senere karriere
Fra 1998 til 2000 var hun studievært på DR Sporten, og i 2005 var hun vært på Hjemmeværnsmagasinet på dk4 samt redaktør på motionsmagasinet FriPuls. Hun deltog desuden i første sæson af Vild med dans i 2005. Siden 2008 har hun været vært på Ha' det godt på DR1.
Siden er det blevet til en lang række foredrag og bøger, ligesom Florman stadig har været engageret i elitesport som medlem af aktivkomiteen i Danmarks Idræts-Forbund. Hun har ikke spillet håndbold – siden 2008 i 1. divisionsklubben Møns Håndboldklub.
Marianne Florman holder stadig foredrag i hele landet se www.florman.dk om blandt andet motivation, samarbejde og individets ansvar i fællesskabet.
Da Florman flyttede til Møn i 2003 og købte sig et par heste, skiftede karrieren retning og Florman inddrog nu alle sine erfaringer til samarbejdet mellem heste og mennesker. Marianne har ud over foredrag til erhvervslivet i dag også sin egen virksomhed www.trueleadacademy.dk, der inkluderer heste i både terapi, coaching, mentoring, autentisk ledelse - samt hjælp til ryttere der gerne vil forstå og have en tættere relation med hesten. "Vejen til hestens hjerte - og dit eget" inkluderer i høj grad egen personlig udvikling.

## OL-medaljer
- 1996:  Guld